# Ivan Geronimo Šerić
Ivan Geronimo Šerić (* 22. März 2000) ist ein kroatischer Leichtathlet, der sich auf den Stabhochsprung spezialisiert hat.

## Sportliche Laufbahn
Erste internationale Erfahrungen sammelte Ivan Geronimo Šerić im Jahr 2025, als er bei den Balkan-Hallenmeisterschaften in Belgrad keine gültige Höhe zustande brachte. Ende Juni wurde er bei der 2. Liga der Team-Europameisterschaft in Maribor mit 5,50 m Vierter, ehe er bei den Balkan-Meisterschaften in Volos mit 5,45 m den fünften Platz belegte.
In den Jahren 2024 und 2025 wurde Šerić kroatischer Meister im Stabhochsprung im Freien sowie 2025 auch in der Halle.